# Wasbek
Wasbek település Németországban, Schleswig-Holstein tartományban. Lakosainak száma 2432 fő (2023. december 31.).

## Népesség
A település népességének változása:
| Lakosok száma | 1754 | 2213 | 2315 | 2321 | 2395 | 2440 | 2432 |
|               | 1975 | 2010 | 2017 | 2019 | 2021 | 2022 | 2023 |